# Kongo crvenilo
Kongo crvenilo ili kongo crveno je organski spoj, natrijeva sol 3,3 ′ - ([1,1′-bifenil] -4,4′-diil) bis (4-aminonaftalen-1-sulfonske kiseline). To je azo-bojilo. Kongo crvenilo je topivo u vodi, daje crvenu koloidnu otopinu; njegova je topljivost veća u organskim otapalima. Međutim, od upotrebe kongo crvenila odavno se odustalo, prvenstveno zbog njegovih kancerogenih svojstava.

## Disazo-bojila
Disazo-bojila zovu se ona azo-bojila koja sadrže u molekuli dvije azo-grupe. Prema slijedu reakcija i prema diazonijevim spojevima upotrijebljenima za njihovu pripravu dijele se na više grupa.

### Primarna disazo-bojila A → Z ← A'
Primarna disazo-bojila opće formule A → Z ← A' dobivaju se uzastopnom kopulacijom dviju jednakih ili različitih diazonijskih komponenata s jednom kopulacijskom komponentom. Kako se samo mali broj intermedijera (koji je između) s jednom jezgrom može pogodno upotrijebiti kao dvostruka kopulacijska komponenta (Z), grupa ovih bojila je relativno mala. U vodi netopljiva bojila ove grupe jesu pigmentna bojila ili bojila topljiva u uljima i mastima. Bojila topljiva u vodi su većinom kisela i močilna bojila i ona su uglavnom zatvorenomodrih, zelenih, smeđih i crnih tonova; manji dio su direktna bojila. Primjeri su: p-nitranilin → H-kiselina ← anilin, C.I. 20470, (njem. Amidoschwarz 10 B ili Naphtholblauschwarz); 2-amino-4-nitrofenol → fenilendiamin ← Laurentova kiselina, C. I. 20110 (njem. Metachrombraun BC)

### Primarna disazo-bojila E → D ←  E'
Primarna disazo-bojila opće formule E → D ← E' izvode se od aromatskih diamina. Kao diamin koji se može tetrazotirati (D) upotrebljava se u većini slučajeva benzidin ili drugi, supstituirani p,p'-diaminodifenilski spojevi. Ova je grupa bojila veoma velika i tržišno vrlo značajna. Ona bojila te grupe koja nisu topljiva u vodi (a tih je manji dio) upotrebljavaju se kao pigmenti, uglavnom u industriji gume i plastičnih masa, na primjer 3,3'-diklorbenzidin → o-acetoacettoluidid (2 mola), C.I. 21095 (njem. Vulcanechtgelb G).
U vodi topljiva disazo-bojila ove grupe kisela su, močilna ili direktna. Kisela i močilna imaju uglavnom dobre mokre postojanosti a u nijansi se kreću od zelenkastožute do modrikastocrvene. Primjeri su: 4,4'-cikloheksilidendi-o-anisidin → 4,6-dihidroksinaftalen-2-sulfonska kiselina (2 mola), C.I. 24810 (njem. Supranolbordeaux B); Schaefferova kiselina 2,6-diaminofenol-4-sulfonska kiselina → β-naftol, C.I. 21725 (njem. Saurealizarinschwarz SN). Direktna disazo-bojila formule E → D ← E' obuhvaćaju sve tonove, no najslabije su zastupani zeleni, smeđi i crni. Među njima su i neka metalokompleksna bojila visoke postojanosti na svjetlu, koja u molekuli sadrže bakar. 
Jedno od prvih direktnih azo-bojila koja su bila industrijski proizvedena jeste Kongo crvenilo (njem. Congorot), benzidin naftionska kiselina (2 mola), C.I. 22120. Ostali su važni predstavnici: Diaminbordeaux B, C.I. 22155, naftionska kiselina ← benzidin → γ-kiselina; Chrysamin, C.I. 22250, benzidin → salicilna kiselina (2 mola); Diaminechtrot F, C.I. 22310, salicilna kiselina ← benzidin → γ-kiselina; Diaminbraun M, C.I. 22311, salicilna kiselina ← benzidin → γ-kiselina; Diaminbraun B, C.I. 22345, salicilna kiselina ← benzidin → fenil-γ-kiselina; Benzoechtviolett R, C.I. 22555, I-kiselina ← benzidin → γ-kiselina; Diaminschwarz BH, C.I. 22590, H-kiselina ← benzidin → γ-kiselina; Benzoblau BB, C.I. 22610, benzidin → H-kiselina (2 mola); Chicagoblau B, C.I. 24380, o-dianisidin → S-kiselina (2 mola); Benzoreinblau, C.I. 24400, o-dianisidin → H-kiselina (2 mola); Chicagoblau 6B, C.I. 24410, o-dianisidin → Chicago-kiselina (2 mola); Chrysophenin, C.I. 24895, 4,4'-diamino-2,2/-stilbendisulfonska kiselina → fenol (2 mola); etilirati etilkloridom.
Neka od direktnih bojila ove grupe obrađuju se nakon bojanja na vlaknu, radi dobivanja boljih postojanosti i mogućeg podubljivanja nijanse, bilo tako da se kopuliraju s diazotiranim aminima (na primjer: m-fenilendiaminsulfonska kiselina ← 3,3'-diaminokarbanilid → rezorcinol, Parabraun GK, C.I. 25265), bilo tako da se na vlaknu diazotiraju i zatim kopuliraju s alkalnim otopinama β-naftola ili drugih naftolata (na primjer: salicilna kiselina ← 4,4/-diaminobenzanilid → N-p-aminobenzoil-I-kiselina, Diazobrillantscharlach 5 BLN ex., C.I. 25210).
Obrada bakarnim sulfatom daje postojan metalkompleks s ovakvim bojilima: L-kiselina ← benzidin-3,3 '-dikarbonska kiselina → fenil-I-kiselina, Benzoechtkupferviolett BBL, C.I. 22780; benzidin-3,3'-diglikolna kiselina → N-p-anisil-I-kiselina (2 mola), Benzoechtkupferblau FBL, C.I. 24555; N-(2,4-dimetoksifenil)-I-kiselina ← benzidin-3,3'-diglikolna kiselina → N-benzoil-I-kiselina, Benzoechtkupfermarineblau BL, C.I. 24560; benzidin-3,3'-diglikolna kiselina → l-fenil-3-metil-5-iminopirazolin-2 (2 mola), Benzoechtkupferrot GGL, C.I. 24565.

### Sekundarna disazo-bojila
Sekundarna disazo-bojila opće su formule A → M → E. Od njih je tek malen dio netopljiv u vodi, a to su onda disperzijska ili u uljima topljiva bojila (na primjer: aminoazobenzen → N-etil-β-naftilamin, Sudanrot 7 B, C.I. 26050; aminoazobenzen → o-krezol, Cellitonechtgelb 5R, C.I. 26090). Jedan dio u vodi topljivih sekundarnih disazo-bojila pripada grupi kiselih bojila relativno visokih mokrih postojanosti, kojima se nijanse kreću od škrletne do mornarskomodre i crne. Od naročitog su značenja modra i crna kisela bojila. Primjeri su: l-naftilamin-3,6-disulfonska (i 3,7-disulfonska) kiselina → 1-naftilamin → 1-naftilamin, Napthylaminschwarz D, C.I. 26300; metanilna kiselina → 1-naftilamin → N-fenil-peri-kiselina, Sulphoncyanin 5R ex., C.I. 26360; Laurentova kiselina → 1 naftilamin → N-tolil-peri-kiselina; Sulphoncyaninschwarz 8B, C.I. 26405 ;4-aminodifenilamin-3-sulfonska kiselina → 1-naftilamin → Schaefferova kiselina, Nerol VL, C.I. 27070; aminoazobenzen → G-kiselina, Brillantcrocein MOO, C.I. 27290. Među bojilima ove grupe nalaze se i neka s močilnim svojstvima. Od direktnih bojila ove grupe važni su: 5-aminosalicilna kiselina → 1-naftilamin → γ-kiselina, Siriusschwarz L, C.I. 27720; sulfanilna kiselina → krezidin → N-fenil-I-kiselina, Brillantbenzoviolett B, C.I. 27885; 4-aminoazobenzen-4'-sulfonska kiselina → benzoil-I-kiselina, Siriusrot 4B, C.I. 28160; 4-amino-3-difenilsulfonska kiselina → 2-etoksi-Cleve-kiselina → N-benzoil-H-kiselina, Brillantbenzoechtgriin, C.I. 28470.

### Disazo-bojila A → Z. X. Z ← A'
Disazo-bojila opće formule A → Z. X. Z ← A' su bojila relativno male grupe i pripremaju se ili obradom nekog aminoazo-spoja fozgenom ili tako da se kao dvostruko kopulirajuće komponente upotrijebe disupstituirani karbamidi dobiveni djelovanjem fozgena na aminonaftolske derivate. Nekoliko se bojila izvodi od 6,6'-iminobis-l-naftol-3-sulfonske kiseline (di-I-kiseline). Gotovo sva bojila ove grupe su direktna bojila, većinom žutih do crvenih obojenja, uz nekoliko smeđih i ljubičastih. Primjeri su: m-aminobenzojeva kiselina → o-anisidinometansulfonska kiselina, hidrolizirati metansulfonsku grupu i fozgenirati, Siriusgelb G, C.I. 29035; anilin (2 mola) karbamido-I-kiselina, Benzoechtorange S, C.I. 29150; anilin → karbamido-I-kiselina ← N-acetil-p-fenilendiamin, Benzoechtscharlach 4BS, C.I. 29160; [l-amino-6-nitro-2-naftol-4-sulfonska kiselina → l-(p-aminofenil) -3-metilpirazolon-5, fozgenirati], Benzoechtkupferrot RL, C.I. 29290.